# Муавия II
Абу Лайли Муавия II ибн Язид или Муавия II (на арабски: يمعاوية بن يزيد) е ислямски водач, трети халиф на Омаядския халифат в Дамаск.